# Melville House

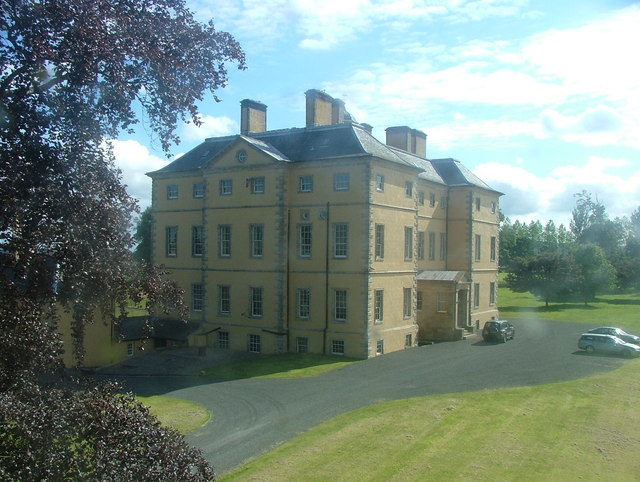
Melville House

Melville House ist ein frühklassizistisches Herrenhaus nahe der schottischen Ortschaft Letham in der Council Area Fife. 1984 wurde das Bauwerk als Einzeldenkmal in die schottischen Denkmallisten in der höchsten Denkmalkategorie A aufgenommen. Des Weiteren ist das Gesamtanwesen im schottischen Register für Landschaftsgärten verzeichnet. In zwei von sechs Kategorien wurde das höchste Prädikat „herausragend“ verliehen.

## Geschichte
Im frühen 14. Jahrhundert zählte das Anwesen Monimail zu den Besitztümern des Bistums St Andrews. Als Bischof von St Andrews ließ William de Lamberton dort ein befestigtes Haus errichten. Später entstand das bis heute erhaltene, nahegelegene Tower House Monimail Tower. Nach der Reformation erwarb James Balfour, Lord Pittendreich das Anwesen. Er ließ die als ruinös beschriebenen Gebäude überarbeiten und veräußerte Monimail im Jahre 1592 an Robert Melville, 1. Lord Melville.
John Melville, 3. Lord Melville schloss die Länderei Raith (siehe Raith House) an Monimail an und erwirkte 1644 die Einrichtung einer Baronie. Nachdem sein Sohn George, 4. Lord Melville 1683 als Mitglied der Rye-House-Verschwörung bezichtigt wurde, floh dieser zunächst nach Hamburg. Zunächst enteignet, sollte es bis 1689 dauern, bis Melville das Anwesen zurückerhielt. Im folgenden Jahr wurde er zum ersten Earl of Melville erhoben. Um seinem politischen Einfluss, der ihm durch seine Ämter als Lord High Commissioner to the Parliament of Scotland und Keeper of the Privy Seal of Scotland in den frühen 1690er Jahren erwachsen war, Ausdruck zu verleihen, ließ Melville zwischen 1697 und 1701 Melville House erbauen. Verschiedene nicht ausgeführte Entwürfe liegen von William Bruce, einem Vorreiter des Klassizismus in Schottland, sowie dem bedeutenden Architekten James Smith, einem Wegbereiter des Palladianismus, vor. Vermutlich stammte der ausgeführte Entwurf von Smith, der einen Entwurf Bruce’ überarbeitete.
Da Melville House zunächst nur als Repräsentationsobjekt dienen sollte, lebte die Familie weiterhin auf Monimail Tower. Erst David Melville, 3. Earl of Leven, 2. Earl of Melville verlegte den Stammsitz 1710 in das Herrenhaus. Nach dem Act of Union im Jahre 1707 schwand Melvilles Einfluss signifikant. 1723 veräußerte er das Anwesen Raith, angeblich um finanzielle Mittel zum Erhalt von Melville zur Verfügung zu haben. Für eine Erweiterung und Überarbeitung im Jahre 1939 zeichnet Reginald Fairlie verantwortlich. Zu Zeiten des Zweiten Weltkriegs wurde Melville House militärisch genutzt und diente als Hauptquartier der Auxiliary Units. Des Weiteren waren dort polnische Truppen untergebracht. Die Melvilles verkauften das Herrenhaus im Jahre 1949. Zwischen 1960 und 1971 beherbergte es ein Internat, die Dalhousie School. 1975 erwarb die Grafschaft Fife das Anwesen und betrieb dort eine Schule. Nachdem der Eigentümer des zwischenzeitlich in Privatbesitz befindlichen und als Wohngebäude restaurierten Melville House in den frühen 2000er Jahren in finanzielle Schwierigkeiten geraten war, bot er das Anwesen für 4,5 Mio. £ zum Kauf an. Nachdem kein Käufer gefunden werden konnte, fiel das Anwesen an die darlehensgebende Bank. Es wurde daraufhin deutlich günstiger zum Preis von 2,5 Mio. £ angeboten und verkauft.